# Kassaman
Kassaman ou Qassaman ("O juramento") é o hino nacional da Argélia. Foi adotado em 1963, pouco depois de este país se tornar independente da França. A letra é de Mufdi Zakariah (escrita em 1956, quando estava preso pelas forças coloniais francesas, Zakariah escreveu os versos com o seu sangue na cela). A música é do compositor egípcio Mohamed Fawzi.